# Яблонський (пам'ятка природи)
Пам'ятка природи «Яблонський» (рос. Памятник природы «Яблонский») — ботанічна пам'ятка природи регіонального значення на території Астраханської області Південного федерального округу Російської Федерації.

## Географія
Пам'ятка природи розташована на території Новокрасинської сільради Володарського району Астраханської області. Знаходиться у східній частині надводної дельти Волги за 3,5 км від села Яблонка. являє собою лучну ділянку на лучно-алювіальних ґрунтах.

## Історія
Резерват був утворений 4 жовтня 1985 року з метою охорони еталонної ділянки заплавних лучних ландшафтів з ситнягово-пирійним рослинним угрупуванням, характерним для Астраханської області. Вже довгі роки пам'ятка природи є моніторинговою ділянкою кафедри ботаніки Астраханського педагогічного університету, де проводяться багаторічні комплексні спостереження за станом і продуктивністю сінокосних угідь.

## Біоценоз
У пам'ятці природи охороняються рослинні угрупування з таких видів: болотниця болотна (ситняг болотний; Eleocharis palustris), пирій повзучий (Bolboschoenus maritimus), осот польовий (Sónchus arvénsis), чаполоч пахуча (зубрівка духмяна; Tournefortia sibirica).

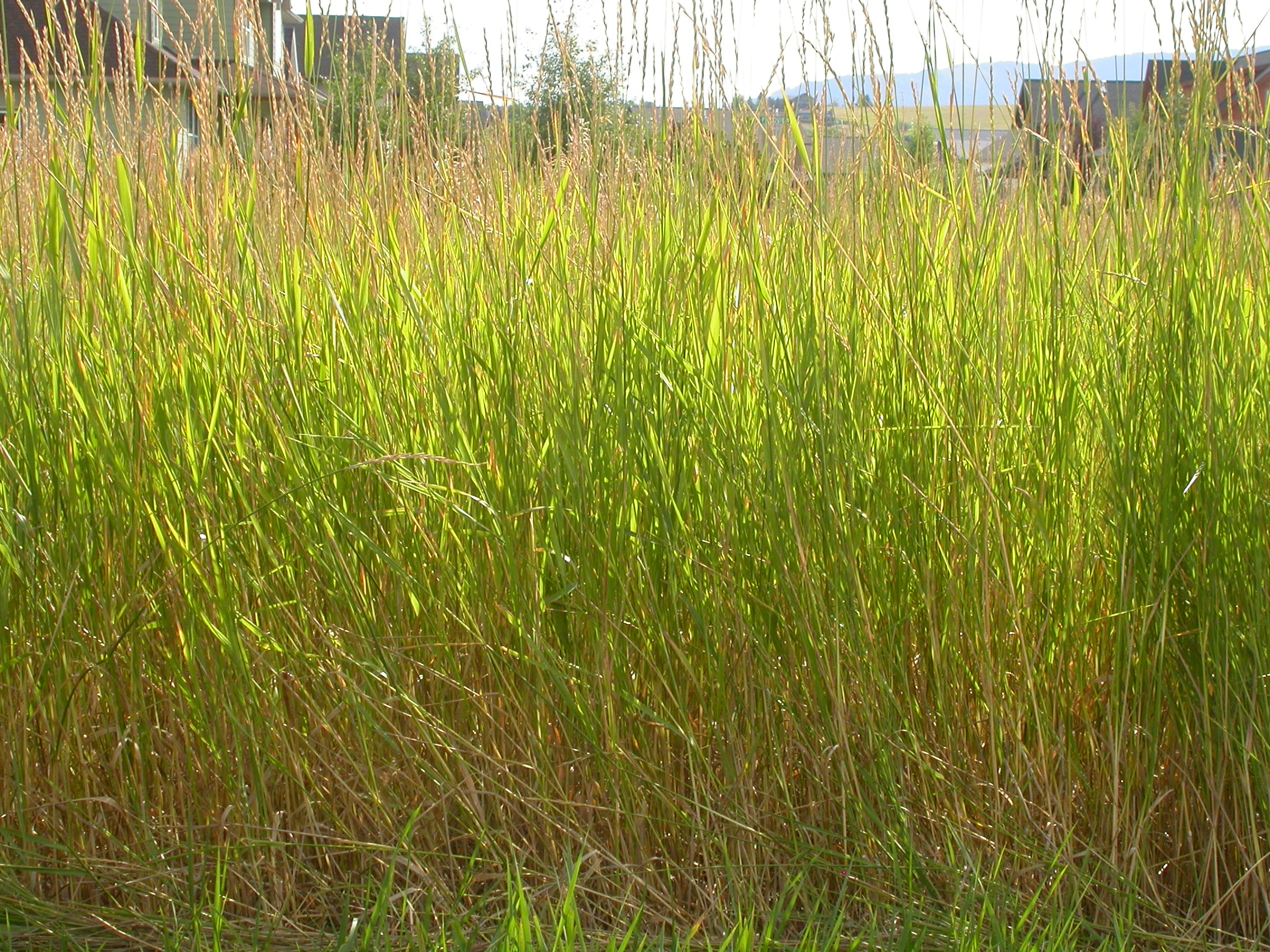
Пирій повзучий
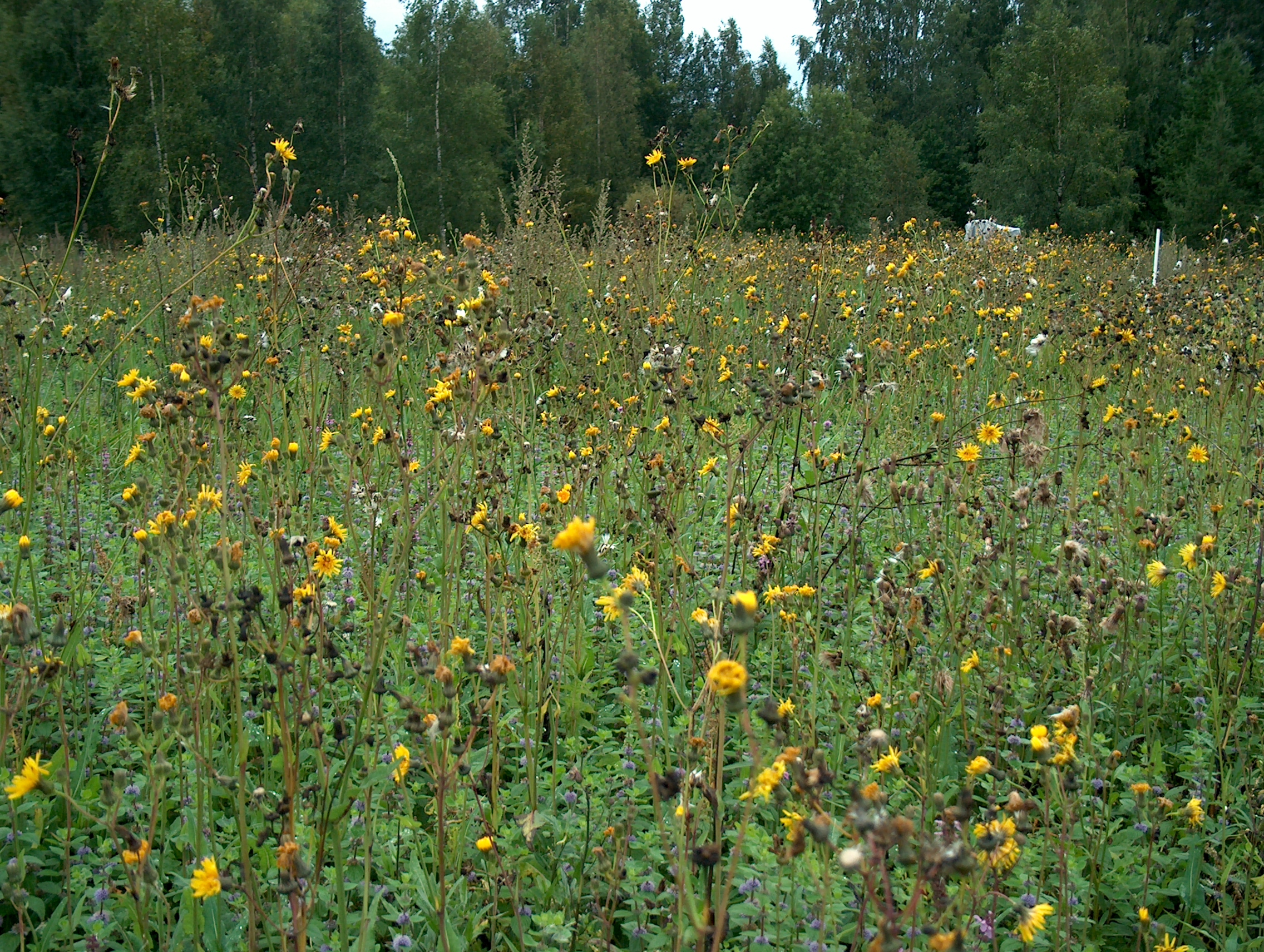
Осот польовий
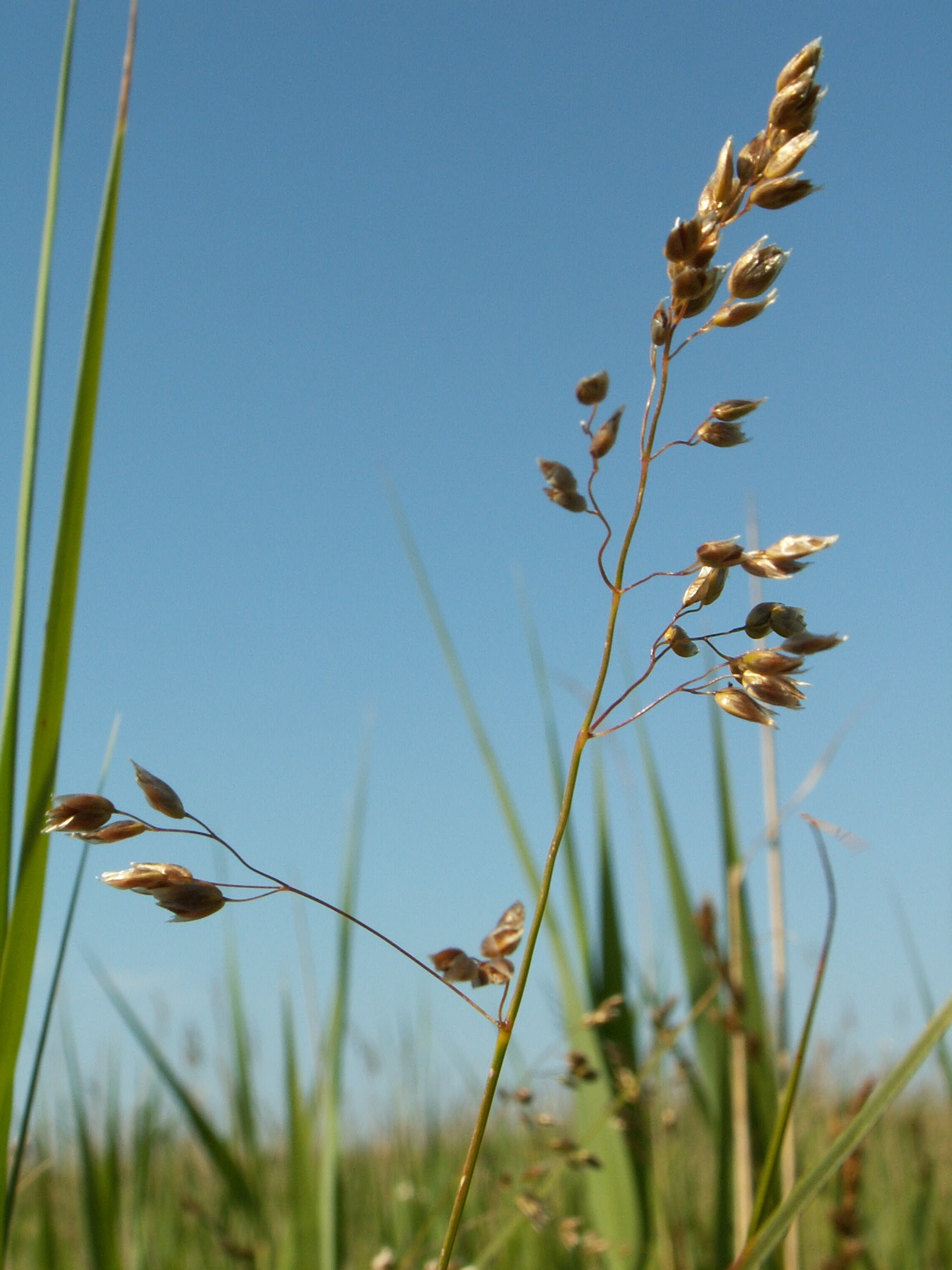
Чаполоч пахуча (зубрівка духмяна)